# 히로시마항

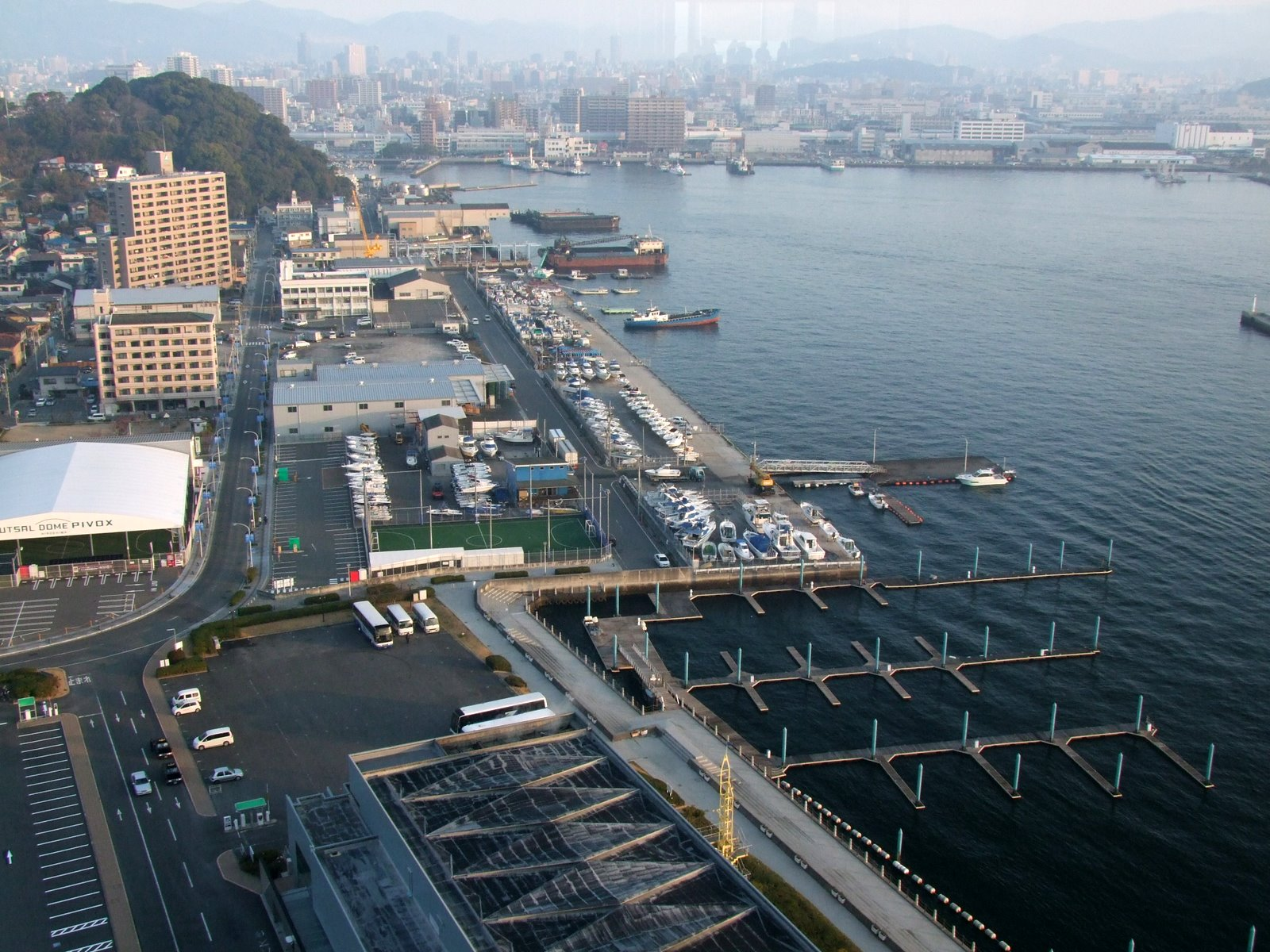
히로시마항

히로시마항(広島港 히로시마코[*])은 일본 히로시마현 히로시마시를 중심으로 하는 항구이다. 항구 관리자는 히로시마현이다. 항만법으로 국제거점항구로 지정되어 있으며 해운, 물류, 무역의 중요거점이다. 또한 항칙법으로 특정항으로 지정되어 있다.